# Scutia arenicola
Scutia arenicola är en brakvedsväxtart som först beskrevs av Giovanni Casaretto, och fick sitt nu gällande namn av Reiss.. Scutia arenicola ingår i släktet Scutia och familjen brakvedsväxter. Inga underarter finns listade i Catalogue of Life.